# 阿诺尔
阿诺尔（法語：Anor，法語發音：[anɔʁ]）是法国上法蘭西大區北部省的一个市镇，属于埃尔普河畔阿韦讷区。

## 地理
阿诺尔（49°59'22"N, 4°5'55"E）面积22.24 平方千米，位于法国上法蘭西大區北部省，该省份为法国最北部的省份及最长的省份，西北濒北海，西接加来海峡省，南至埃纳省和索姆省，东与比利时接壤。
与阿诺尔接壤的市镇（或旧市镇、城区）包括：伊尔松、蒙德勒皮、特雷隆、富尔米、奥安、莫米尼。

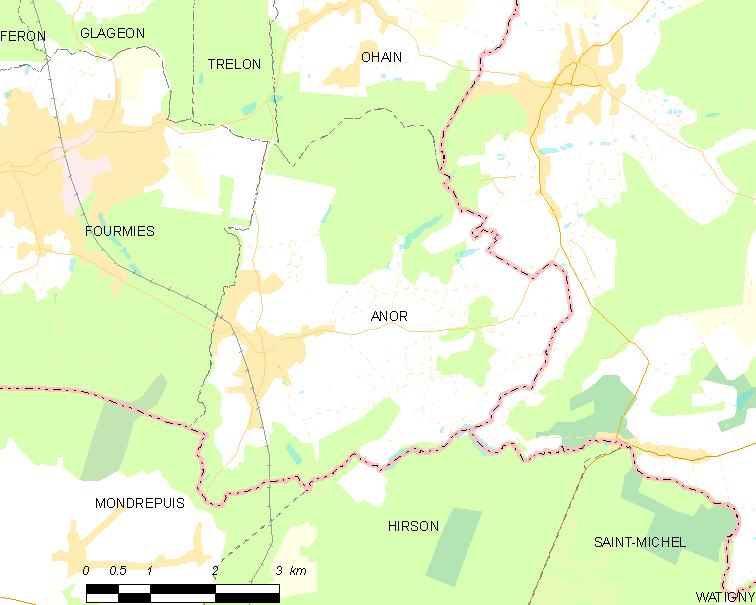
阿诺尔的OSM定位图

阿诺尔的时区为UTC+01:00、UTC+02:00（夏令时）。

## 行政
阿诺尔的邮政编码为59186，INSEE市镇编码为59012。

## 政治
阿诺尔所属的省级选区为富尔米县。

## 人口

1962-2008年间阿诺尔人口变化图示

阿诺尔于2022年1月1日时的人口数量为3152人。